# Lista över toner
| I denna artikel     |
| används tonnamnen   |
| Bess (B♭) och B.    |
| Se olika skrivsätt. |

Detta är en lista över toner i musik.

## Information

### Toner som inkluderas
Listan inkluderar alla toner baserat på den kromatiska tolvtonsskalan, från subkontra- till femstrukna oktaven. Närliggande toner skrivs enharmoniskt. Observera sedan 1990-talet används ofta beteckningen B♭ för den ton som traditionellt har betecknats B i svenska läromedel och noter. Denna uttalas "Bess" (traditionellt "Be"). Tonen B kallas ibland (men inte här) fortfarande H, och tonen Biss skrivs då Hiss.

### Frekvenser
|  |
|  |

Samtliga frekvenser avser liksvävande temperatur i standardstämning a1 = 440 Hz. Frekvensen för A i respektive oktav är därmed de enda frekvenserna som är exakta, dvs heltal. Övriga frekvenser är avrundade decimaltal, även om decimaldelen innehåller enbart 0 eller 00, som t.ex. G1: 49,00 Hz. Frekvenserna för A är utmärkta med fetstil i tabellen.

## Femstrukna oktaven
|    | Stamtoner | Härledda toner | Enharmonik | Frekvens[info] | Övrigt                                                                                       |
| -- | --------- | -------------- | ---------- | -------------- | -------------------------------------------------------------------------------------------- |
|    | b5        |                |            | 7902,1 Hz      |                                                                                              |
|    |           | aiss/bess5     |            | 7458,6 Hz      |                                                                                              |
|    | a5        |                |            | 7040,0 Hz      |                                                                                              |
|    |           | giss/ass5      |            | 6644,9 Hz      |                                                                                              |
|    | g5        |                |            | 6271,9 Hz      |                                                                                              |
|    |           | fiss/gess5     |            | 5919,9 Hz      |                                                                                              |
|    | f5        |                |            | 5587,7 Hz      |                                                                                              |
|    | e5        |                |            | 5274,0 Hz      |                                                                                              |
|    |           | diss/ess5      |            | 4978,0 Hz      |                                                                                              |
|    | d5        |                |            | 4698,6 Hz      | Ungefärlig högsta flageolett på en violin.                                                   |
|    |           | ciss/dess5     |            | 4434,9 Hz      |                                                                                              |
| 88 | c5        |                |            | 4186,0 Hz      | Högsta tonen på ett piano. Högsta ton för crotales. Ungefärligen högsta ton för piccolaflöjt |

## Fyrstrukna oktaven
|    | Stamtoner | Härledda toner | Enharmonik | Frekvens[info] | Övrigt                                                                      |
| -- | --------- | -------------- | ---------- | -------------- | --------------------------------------------------------------------------- |
| 87 | b4        |                |            | 3951,1 Hz      |                                                                             |
|    |           | aiss/bess4     |            | 3729,3 Hz      |                                                                             |
|    | a4        |                |            | 3520,0 Hz      |                                                                             |
|    |           | giss/ass4      |            | 3322,4 Hz      |                                                                             |
|    | g4        |                |            | 3136,0 Hz      |                                                                             |
|    |           | fiss/gess4     |            | 2960,0 Hz      |                                                                             |
|    | f4        |                |            | 2793,8 Hz      |                                                                             |
|    | e4        |                |            | 2637,0 Hz      |                                                                             |
|    |           | diss/ess4      |            | 2489,0 Hz      |                                                                             |
|    | d4        |                |            | 2349,3 Hz      |                                                                             |
|    |           | ciss/dess4     |            | 2217,5 Hz      |                                                                             |
|    | c4        |                |            | 2093,0 Hz      | Kallas även "double high C". Kan spelas av många leadtrumpetare i storband. |

## Trestrukna oktaven
|  | Stamtoner | Härledda toner | Enharmonik | Frekvens[info] | Övrigt |
|  | --------- | -------------- | ---------- | -------------- | --- |
|  | b3        |                |            | 1975,5 Hz      | |
|  |           | aiss/bess3     |            | 1864,7 Hz      | |
|  | a3        |                |            | 1760,0 Hz      | |
|  |           | giss/ass3      |            | 1661,2 Hz      | |
|  | g3        |                |            | 1568,0 Hz      | |
|  |           | fiss/gess3     |            | 1480,0 Hz      | |
|  | f3        |                |            | 1396,9 Hz      | Högsta tonen i Nattens Drottnings aria Der Hölle Rache kocht in meinem Herzen ur Trollflöjten                                                         |
|  | e3        |                |            | 1318,5 Hz      | |
|  |           | diss/ess3      |            | 1244,5 Hz      | |
|  | d3        |                |            | 1174,7 Hz      | |
|  |           | ciss/dess3     |            | 1108,7 Hz      | |
|  | c3        |                |            | 1046,5 Hz      | Kallas "höga c" för kvinnliga sångare. Det anses att en skolad sopran bör kunna sjunga denna ton i full styrka och, dessutom något högre. Se även c2. |

## Tvåstrukna oktaven
|  | Stamtoner | Härledda toner | Enharmonik | Frekvens[info] | Övrigt                                                                                           |
|  | --------- | -------------- | ---------- | -------------- | ------------------------------------------------------------------------------------------------ |
|  | b2        |                |            | 987,8 Hz       |                                                                                                  |
|  |           | aiss/bess2     |            | 932,3 Hz       |                                                                                                  |
|  | a2        |                |            | 880,0 Hz       |                                                                                                  |
|  |           | giss/ass2      |            | 830,6 Hz       |                                                                                                  |
|  | g2        |                |            | 784,0 Hz       | Ungefärlig högsta ton för en kontraalt.                                                          |
|  |           | fiss/gess2     |            | 740,0 Hz       |                                                                                                  |
|  | f2        |                |            | 698,5 Hz       |                                                                                                  |
|  | e2        |                |            | 659,3 Hz       |                                                                                                  |
|  |           | diss/ess2      |            | 622,3 Hz       |                                                                                                  |
|  | d2        |                |            | 587,3 Hz       | Lägsta tonen på piccolaflöjt                                                                     |
|  |           | ciss/dess2     |            | 554,4 Hz       |                                                                                                  |
|  | c2        |                |            | 523,3 Hz       | Kallas "höga c" för manliga sångare, anses vara övre gränsen för en klassisk tenor (se även c3). |

## Ettstrukna oktaven
|  | Stamtoner | Härledda toner | Enharmonik      | Frekvens[info] | Övrigt |
|  | --------- | -------------- | --------------- | -------------- | --- |
|  | b1        |                | cess, aississ   | 493,9 Hz       | Högsta tonen i Kalafs aria "Nessun Dorma" ur "Turandot".                                                                                      |
|  |           | aiss/bess1     | cessess         | 466,2 Hz       | |
|  | a1        |                | gississ, b𝄫     | 440,0 Hz       | Vanlig referenston i modern stämning, normalton. Stäms till cirka 440 Hz. Vanligaste frekvensen på stämgafflar. Tredje strängen på en violin. |
|  |           | giss/ass1      |                 | 415,3 Hz       | Fantomens högsta ton i arian "the music of the night" ur Fantomen på operan                                                                   |
|  | g1        |                | fississ, assess | 392,0 Hz       | Tonen som en normal diskantklav/G-klav markerar.                                                                                              |
|  |           | fiss/gess1     | eississ         | 370,0 Hz       | |
|  | f1        |                | eiss, gessess   | 349,2 Hz       | Lägsta tonen på en altblockflöjt. |
|  | e1        |                | fess, dississ   | 329,6 Hz       | Högsta/första strängen på en gitarr. |
|  |           | diss/ess1      |                 | 311,1 Hz       | |
|  | d1        |                | essess, cississ | 293,7 Hz       | Andra strängen på en violin |
|  |           | ciss/dess1     |                 | 277,2 Hz       | |
|  | c1        |                | hiss, dessess   | 261,6 Hz       | Kallas "nyckelhåls-C" på ett piano. Den ton som en Altklav/C-klav markerar. Lägsta tonen för en tvärflöjt.                                    |

## Lilla oktaven (Ostrukna oktaven)
|  | Stamtoner | Härledda toner | Enharmonik | Frekvens[info] | Övrigt |  |
|  | --------- | -------------- | ---------- | -------------- | --- |  |
|  | b         |                |            | 246,9 Hz       | Andra strängen på en gitarr. |  |
|  |           | aiss/bess      |            | 233,1 Hz       | Lägsta tonen på en oboe |  |
|  | a         |                |            | 220,0 Hz       | Ungefärlig delningsfrekvens i en PA-anläggning. Högsta strängen på en cello.                                                                              |  |
|  |           | giss/ass       |            | 207,7 Hz       | Lägsta tonen på en sopransaxofon. |  |
|  | g         |                |            | 196,0 Hz       | Lägsta strängen på en violin. Andra strängen på en viola. Tredje strängen på en gitarr.                                                                   |  |
|  |           | fiss/gess      |            | 185,0 Hz       | |  |
|  | f         |                |            | 174,6 Hz       | Den ton som en vanlig basklav/F-klav markerar. |  |
|  | e         |                |            | 164,8 Hz       | Lägsta tonen på en vanlig trumpet som inte är en pedalton.                                                                                                |  |
|  |           | diss/ess       |            | 155,6 Hz       | |  |
|  | d         |                |            | 146,8 Hz       | Lägsta tonen för en vanlig klarinett. Fjärde strängen på en gitarr. Tredje strängen på en cello.                                                          |  |
|  |           | ciss/dess      |            | 138,6 Hz       | Lägsta tonen på en altsaxofon. |  |
|  | c         |                |            | 130,8 Hz       | Lägsta strängen på en viola. Högsta strängen på en sexsträngad elbas. Kallas ibland "låga C" för en kvinnlig sångerska. Kan sjungas av vissa kontraaltar. |  |

## Stora oktaven
|  | Stamtoner | Härledda toner | Enharmonik | Frekvens[info] | Övrigt                                                                                |
|  | --------- | -------------- | ---------- | -------------- | ------------------------------------------------------------------------------------- |
|  | B         |                |            | 123,5 Hz       |                                                                                       |
|  |           | A# / B♭        |            | 116,5 Hz       |                                                                                       |
|  | A         |                |            | 110,0 Hz       | Femte strängen på en gitarr.                                                          |
|  |           | G# / A♭        |            | 103,8 Hz       | Lägsta tonen på en tenorsaxofon. (ca 100 Hz är den frekvens som lysrör "brummar")     |
|  | G         |                |            | 98,00 Hz       | Näst lägsta strängen på en cello. Högsta strängen på kontrabas och fyrsträngad elbas. |
|  |           | F# / G♭        |            | 92,50 Hz       |                                                                                       |
|  | F         |                |            | 87,31 Hz       |                                                                                       |
|  | E         |                |            | 82,41 Hz       | Lägsta tonen på en vanlig tenortrombon. Lägsta/sjätte strängen på en gitarr.          |
|  |           | D# / E♭        |            | 77,78 Hz       |                                                                                       |
|  | D         |                |            | 73,42 Hz       | Näst högsta strängen på kontrabas och fyrsträngad elbas.                              |
|  |           | C# / D♭        |            | 69,30 Hz       |                                                                                       |
|  | C         |                |            | 65,41 Hz       | Kallas ibland "låga C". Kan sjungas av vissa bassångare. Lägsta strängen på en cello. |

## Kontraoktaven
|  | Stamtoner | Härledda toner | Enharmonik | Frekvens[info] | Övrigt                                                               |
|  | --------- | -------------- | ---------- | -------------- | -------------------------------------------------------------------- |
|  | B1        |                |            | 61,74 Hz       | Lägsta strängen på en sjusträngad gitarr.                            |
|  |           | Aiss/Bess1     |            | 58,27 Hz       |                                                                      |
|  | A1        |                |            | 55,00 Hz       | Näst lägsta strängen på fyrsträngad kontrabas och fyrsträngad elbas. |
|  |           | Giss/Ass1      |            | 51,91 Hz       |                                                                      |
|  | G1        |                |            | 49,00 Hz       |                                                                      |
|  |           | Fiss/Gess1     |            | 46,25 Hz       | Lägsta strängen på en åttasträngad gitarr.                           |
|  | F1        |                |            | 43,65 Hz       | Lägsta bassträngen på en 12-strängad modern svensk luta;             |
|  | E1        |                |            | 41,20 Hz       | Lägsta strängen på fyrsträngad kontrabas och fyrsträngad elbas.      |
|  |           | Diss/Ess1      |            | 38,89 Hz       |                                                                      |
|  | D1        |                |            | 36,71 Hz       |                                                                      |
|  |           | Ciss/Dess1     |            | 34,65 Hz       | Lägsta strängen på en niosträngad gitarr.                            |
|  | C1        |                |            | 32,70 Hz       | Lägsta tonen på en fyrsträngad kontrabas med C-Extension.            |

## Subkontraoktaven
|  | Stamtoner | Härledda toner | Enharmonik | Frekvens[info] | Övrigt |
|  | --------- | -------------- | ---------- | -------------- | --- |
|  | B2        |                |            | 30,87 Hz       | Lägsta tonen på en femsträngad elbas.                                                                     |
|  |           | Aiss/Bess2     |            | 29,14 Hz       | Lägsta tonen på en kontrafagott (med B♭-klockstycke)                                                      |
|  | A2        |                |            | 27,50 Hz       | Lägsta tonen på ett vanligt piano (med 88 tangenter). Lägsta tonen på en kontrafagott (med A-klockstycke) |
|  |           | Giss/Ass2      |            | 25,96 Hz       | |
|  | G2        |                |            | 24,50 Hz       | |
|  |           | Fiss/Gess2     |            | 23,12 Hz       | |
|  | F2        |                |            | 21,83 Hz       | |
|  | E2        |                |            | 20,60 Hz       | |
|  |           | Diss/Ess2      |            | 19,45 Hz       | |
|  | D2        |                |            | 18,35 Hz       | |
|  |           | Ciss/Dess2     |            | 17,32 Hz       | |
|  | C2        |                |            | 16,35 Hz       | Lägsta tonen på 32 fots-stämman i en orgel. Ungefärlig nedre hörselgräns för en människa.                 |